# وسیله-هدف
در فلسفه، به انجام هرگونه عمل (وسیله) برای رسیدن به پایان مورد نظر (هدف) فرآیند وسیله-هدف (انگلیسی: Means to an end) گفته می‌شود. نحوه اعمال این فرآیند در سیستم‌های حکومتی همواره جای بحث بوده است.